# Євдокімова Ангеліна Володимирівна
Ангеліна Володимирівна Євдокімова (7 червня 2001, с. Колісники, Чернігівська область — 28 лютого 2022, с. Мощун, Бучанський район, Київська область) — українська військовослужбовиця, молодший сержант, бойова медикиня Збройних сил України, учасниця російсько-української війни. Кавалерка ордена «За мужність» III ступеня (2022, посмертно).

## Життєпис
Ангеліна Євдокімова народилася 7 червня 2001 року в селі Колісники, нині Сухополов'янської громади Прилуцького району Чернігівської области України.
Навчалася в Сухополов'янській загальноосвітній школі.
У 17 років стала сиротою. 
Після закінчення Прилуцького медичного училища підписала контракт із Збройними силами України. Протягом 9 місяців перебувала в зоні АТО/ООС.
15 липня 2020 року призвана на службу. Бойовий медик 5-ї механізованої роти 2-го механізованого батальйону 72-га окремої механізованої бригади. Загинула 28 лютого 2022 року в селі Мощун Київської області в боях з агресором в ході відбиття російського вторгнення в Україну.

## Нагороди
- орден «За мужність» III ступеня (14 березня 2022, посмертно) — за особисту мужність під час виконання бойових завдань, самовіддані дії, виявлені у захисті державного суверенітету та територіальної цілісності України, вірність військовій присязі[2].